# Johannes Diderik van der Waals

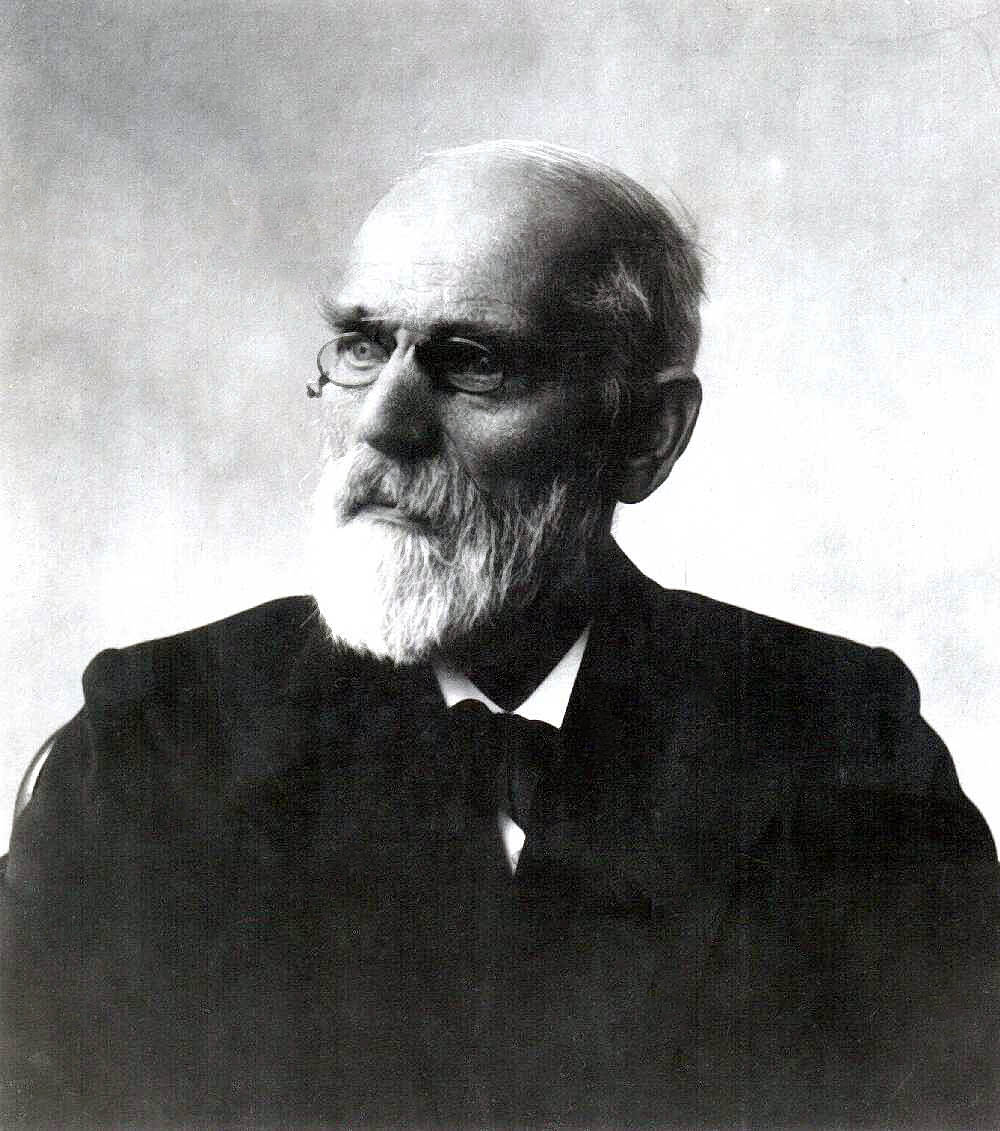
Johannes Diderik van der Waals

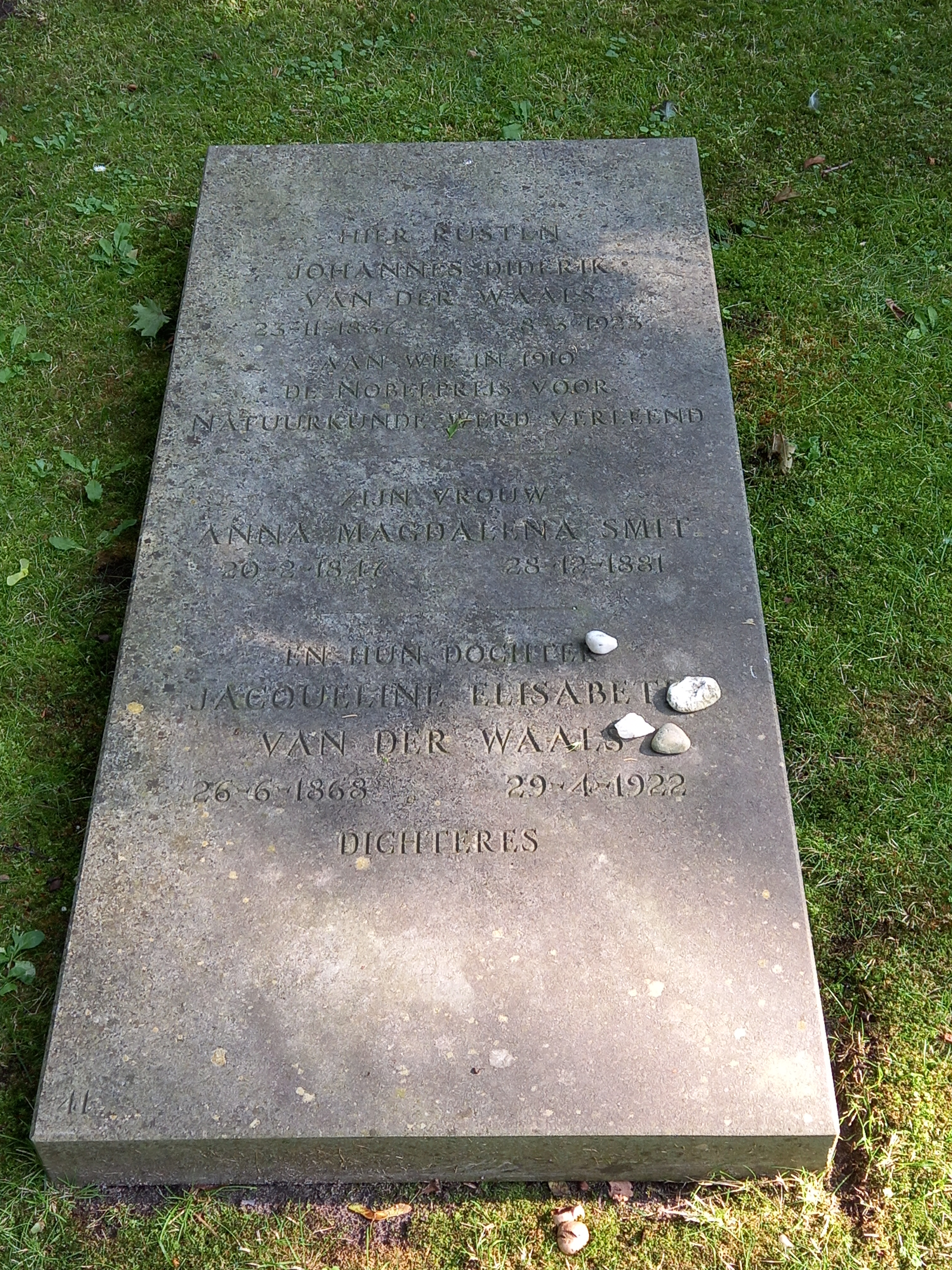
Das Grab von Johannes Diderik van der Waals und seiner Ehefrau Anna Magdalena Smit auf dem De Nieuwe Oooster (Neuer Ostfriedhof) in Amsterdam

Johannes Diderik van der Waals (* 23. November 1837 in Leiden; † 8. März 1923 in Amsterdam) war ein niederländischer Physiker. 1910 erhielt er den Nobelpreis für Physik.

## Leben
Nach seiner Schulausbildung war er als Lehrer in seiner Heimatstadt Leiden tätig. Ohne das Abitur als Zugangsberechtigung zu einem Hochschulstudium zu besitzen, besuchte van der Waals in der Zeit von 1862 bis 1865 an der Universität Leiden Vorlesungen und Seminare. Hierdurch erlangte er in den Fächern Mathematik und Physik eine Erweiterung seiner Lehrzertifikate. Ab 1864 war er als Lehrer in Deventer tätig. 1866 übernahm van der Waals eine Stelle an einer weiterführenden Schule in Den Haag, an der er später auch Schuldirektor wurde. Eine Gesetzesänderung ermöglichte es, dass er auch ohne Abitur ein Studium der Naturwissenschaften durchführen konnte. Van der Waals schloss 1873 sein Studium mit einer Dissertation in Physik ab. Als Professor für Physik war er von 1877 bis 1908 an der Universität von Amsterdam tätig.

## Leistungen
Van der Waals erforschte unter anderem das Verhalten von Molekülen und befasste sich mit Theorien über den Zustand von Materie. 1869 entdeckte er die Ursache der Anziehungskräfte zwischen Atomen beziehungsweise unpolaren Molekülen – die später nach ihm benannten Van-der-Waals-Kräfte. 1873 entwickelte van der Waals im Rahmen seiner Doktorarbeit an der Universität Leiden ein Modell über die Kontinuität von gasförmigen und flüssigen Zuständen von Materie. Hieraus stellte er eine Zustandsgleichung auf, die nach ihm benannte Van-der-Waals-Gleichung, die zeigte, dass Aggregatzustände für Gase und Flüssigkeiten nicht nur ineinander übergehen, sondern dass diese Aggregatzustände auf dem gleichen physikalischen Prinzip basieren.
Für diese Leistung erhielt van der Waals 1910 den Nobelpreis für Physik „für seine Arbeiten über die Zustandsgleichung der Gase und Flüssigkeiten“. 1875 wurde er Mitglied der Königlich Niederländischen Akademie der Wissenschaften und 1891 assoziiertes Mitglied der Académie royale des Sciences, des Lettres et des Beaux-Arts de Belgique. 1900 wurde er in die Preußische Akademie der Wissenschaften und 1910 in die Académie des sciences aufgenommen. 1913 wurde er in die amerikanische National Academy of Sciences gewählt. 1970 wurde ein Mondkrater nach ihm benannt. Der Asteroid (32893) van der Waals trägt seinen Namen.

## Schriften
- J. D. van der Waals: Over de Continuiteit van den Gas- en Vloeistoftoestand (Die Kontinuität des flüssigen und gasförmigen Zustands). Universität Leiden, 1873 (Dissertation)
- Lehrbuch der Thermodynamik. In ihrer Anwendung auf das Gleichgewicht von Systemen mit gasförmig-flüssigen Phasen. Nach Vorlesungen. Bearbeitet von Philipp Kohnstamm. 2 Bände. 1908–1912;
  - Band 1. Maas & van Suchtelen, Leipzig u. a. 1908, (Digitalisat);
  - Band 2. Barth, Leipzig u. a. 1912, (Digitalisat).